# Ian Nepomniachtchi
Ian Alexandrovich Nepomniachtchi (Briansk, 14 de julho de 1990) (em russo:  Ян Алекса́ндрович Непо́мнящий, transl. Yan Aleksandrovich Niepomniashchiy) é um Grande Mestre de xadrez da Rússia.
Nepomniachtchi venceu o Campeonato Russo de Xadrez em 2010 e 2020, e o Campeonato Europeu de Xadrez Individual em 2010. Ele também conquistou o Aberto de Aeroflot em 2008 e 2015, e o Memorial Tal em 2016. Ele venceu o Campeonato Mundial de Xadrez por Equipes como membro da equipe russa em Antalya (2013) e Astana (2019), assim como o Campeonato Europeu de Xadrez por Equipes em Reykjavík (2015). Conquistou duas medalhas medalhas de prata no Campeonato Mundial de Xadrez Rápido e uma no Campeonato Mundial de Xadrez Blitz, também venceu o Aberto de Ordix em 2008 e o Torneio de xadrez Dortmund Sparkassen em 2018.
Em dezembro de 2019, Nepomniachtchi se classificou para o Torneio de Candidatos de 2020-21 ao ficar em segundo no Grand Prix da FIDE de 2019. Por ter vencido o Torneio de Candidatos, ele foi o desafiante ao título de campeão mundial contra Magnus Carlsen no Campeonato Mundial de Xadrez de 2021, no qual Carlsen o derrotou por 7½ a 3½. Na lista de fevereiro de 2022, ele é o 5.º colocado no Ranking FIDE. Em 3 de julho de 2022, Nepomniachtchi venceu o Torneio de Candidatos de 2022 com uma rodada de antecedência, se classificando para o Campeonato Mundial de Xadrez de 2023 no qual deveria enfrentar Magnus Carlsen. Carlsen optou por não defender seu título, logo Ding Liren, por terminar em segundo lugar no Torneio de Candidatos, virou o novo adversário de Nepomniachtchi. Após empatarem no formato clássico, Ding derrotou Nepomniachtchi nas partidas de desempate para se tornar Campeão Mundial.
Nepomniachtchi também é ex-jogador semi-profissional de DotA.

## Carreira

### Início da carreira
Nepomniachtchi aprendeu a jogar xadrez com 4½ anos de idade. Seu avô Boris Iosifovich Nepomniashchy (1929–1998) foi um professor e liricista famoso em Briansk. Os primeiros treinadores de Ian, exceto seu tio Igor Nepomniashchy, foram Valentin Evdokimenko, assim como o mestre Valery Zilberstein e o grande mestre Sergei Yanovsky. Ian treinou com Evdokimenko dos cinco aos treze anos de idade, e foi aos campeonatos infantis Europeu e Mundial com ele. Nepomniachtchi venceu o Campeonato Europeu Júnior de Xadrez 3 vezes, em 2000 na categoria sub-10 e em 2001 e 2002 na categoria sub-12. Em 2002, ele também venceu o Campeonato do Mundo de Xadrez Júnior na categoria sub-12, superando Magnus Carlsen nos critérios de desempate.

### 2007 - 2009
Em 2007, ele terminou em 2.º no grupo C do Torneio de xadrez Corus em Wijk aan Zee, conquistando assim sua primeira norma de Grande Mestre (GM). Posteriormente nesse ano, Nepomniachtchi conseguiu sua segunda norma de GM no Campeonato Europeu de Xadrez Individual em Dresden. A terceira e última norma necessária para o título de GM foi ganha no torneio 5.º Memorial Vanya Somov, em Kirishi. Nepomniachtchi venceu este evento, à frente de Rauf Mamedov, Parimarjan Negi e Zaven Andriasian nas pontuações de desempate.
Por ter vencido o Aberto de Aeroflot em fevereiro de 2008, ele se classificou para o Torneio de xadrez Dortmund Sparkassen, no qual ficou empatado na segunda posição após uma sequência invicta. No mesmo ano, ele também venceu o Aberto de Ordix, um torneio de xadrez rápido em Mainz.
Ele competiu no torneio de xadrez dos Jogos da Macabíada de 2009.

### 2010 - 2011

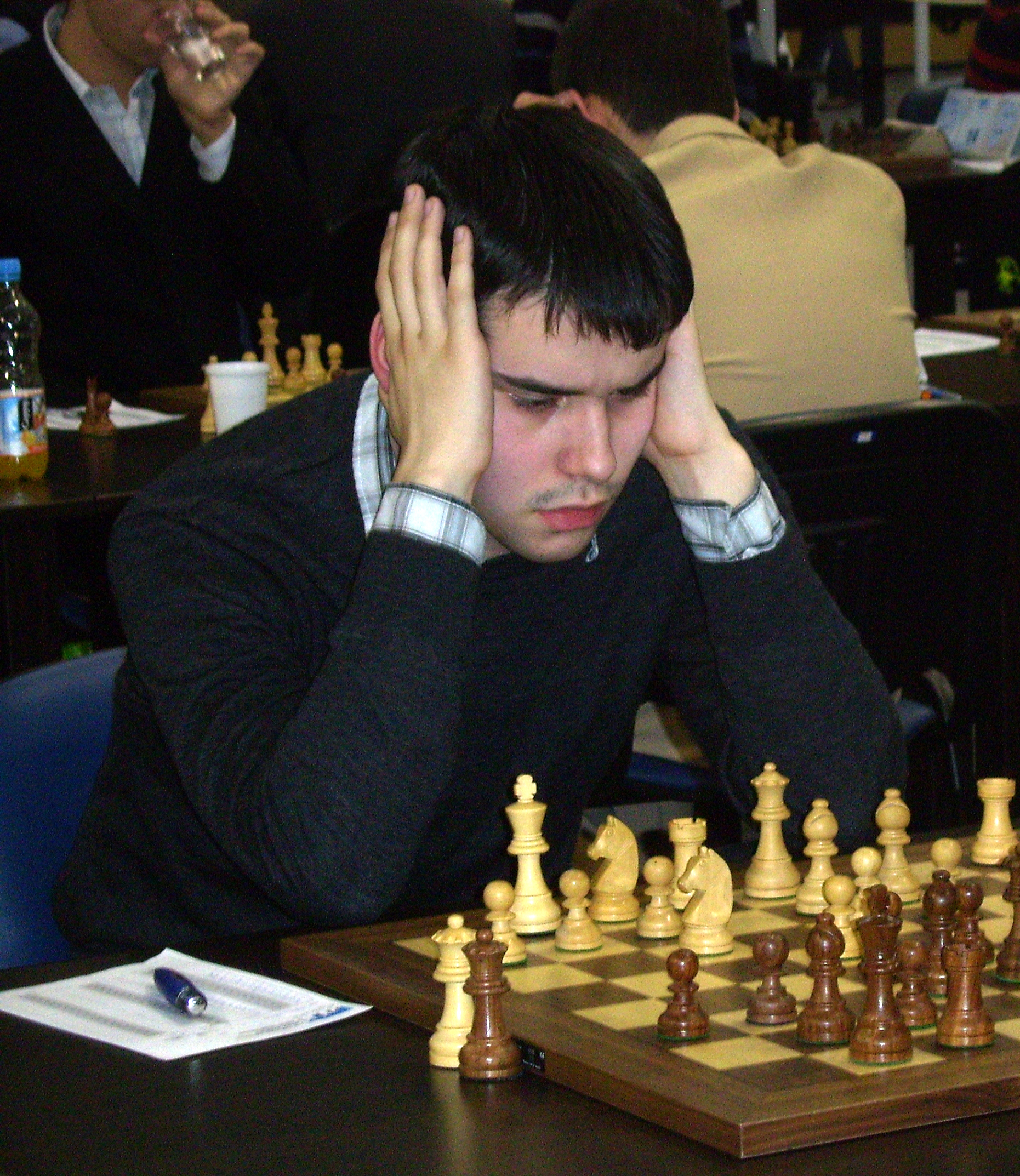
Nepomniachtchi no Campeonato Europeu de Xadrez Individual de 2010

Em outubro de 2010, em Rijeka, Nepomnachtchi venceu o Campeonato Europeu de Xadrez Individual com uma pontuação de 9/11. Em dezembro do mesmo ano, em Moscou, ele conquistou o Campeonato Russo de Xadrez, derrotando Sergey Karjakin em um playoff.
Em novembro de 2011, Nepomniachtchi empatou em 3º-5º lugar com Vassily Ivanchuk e Sergey Karjakin no Memorial Tal em Moscou.

### 2013 - 2015
Em maio de 2013, Nepomniachtchi empatou em 1.º-8.º lugar com Alexander Moiseenko, Evgeny Romanov, Alexander Beliavsky, Constantin Lupulescu, Francisco Vallejo Pons, Sergei Movsesian, Hrant Melkumyan, Alexey Dreev e Evgeny Alekseev no Campeonato Europeu de Xadrez Individual. No mês seguinte, Nepomniachtchi terminou em segundo lugar, atrás de Shakkriyar Mamediarov, no Campeonato Mundial de Xadrez Rápido, sediado em Khanty-Mansiisk. Em outubro de 2013, ele empatou em primeiro com Peter Svidler no Campeonato Russo de Xadrez, terminando em segundo no desempate.
Nepomniachtchi conquistou a medalha de prata no Campeonato Mundial de Xadrez Blitz de 2014, realizado em Dubai. Em agosto, no 5.º Festival Internacional "Jaroslau, o Sábio", em Iaroslavl, ele venceu o Torneio dos Campeões, um evento de xadrez rápido no formato de duplo todos contra todos com a presença dos seis campeões europeus de 2009 a 2014. Nos Jogos Mundiais Mentais SportAccord, realizados em dezembro de 2014 em Pequim, ele ganhou a medalha de ouro no torneio masculino de xadrez basco.
Em abril de 2015, ele venceu o Aberto de Aeroflot pela segunda vez na carreira, superando Daniil Dubov no desempate, tendo jogado mais partidas com as peças negras, e conquistou um lugar no Torneio Dortmund Sparkassen de 2015. Logo após o fim do torneio, ele também venceu o torneio de blitz do Aberto de Aeroflot. Em setembro venceu o Campeonato de Blitz de Moscou, e no mês seguinte levou a medalha de prata no Campeonato Mundial de Xadrez Rápido, em Berlim.

### 2016 - 2020

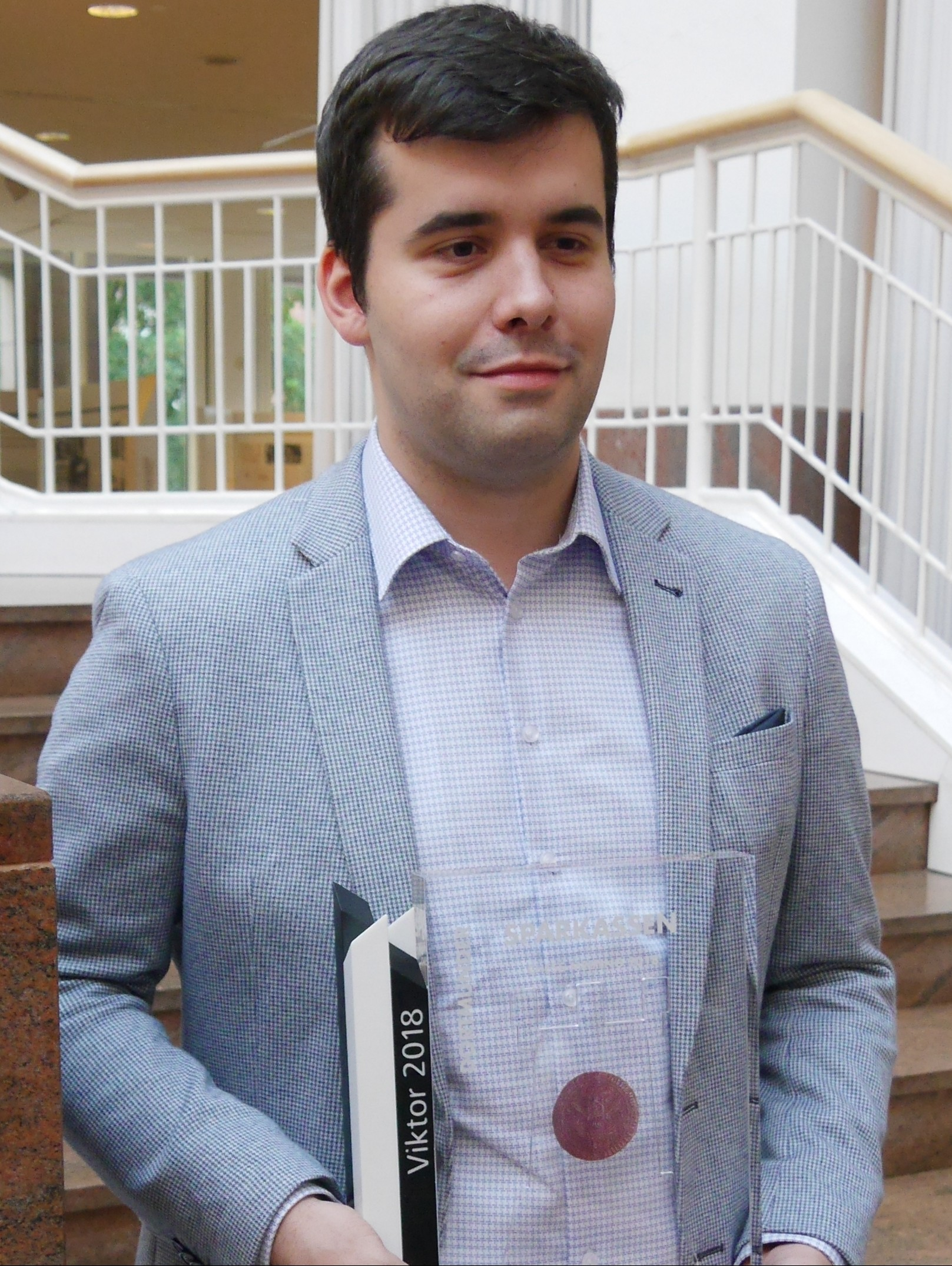
Nepomniachtchi após vencer o torneio Dortmund Sparkassen de 2018

Em 2016, Nepomniachtchi venceu o 7.º torneio Hainan Danzhou em julho e o Memorial Tal em outubro.
Na Olimpíada de Xadrez de 2016, ele conquistou a medalha de bronze por equipes e uma prata individual jogando no tabuleiro 4 pela Rússia.
Em 10 de dezembro de 2017, Ian venceu uma partida de xadrez contra o campeão mundial Magnus Carlsen no super torneio em Londres. Na competição, Nepomniachtchi, que era o líder após 8 rodadas (+3-0=5), perdeu em um desempate para Fabiano Caruana, que conseguiu alcançá-lo na 9.º rodada, e ficou na segunda posição. Em 27 de dezembro de 2017, ele foi o terceiro colocado no Campeonato Mundial de Xadrez Rápido, em Riade.
Em julho de 2018, ele venceu o 46.º Torneio Dortmund Sparkassen, com uma pontuação de 5/7 (+3-0=4), terminando um ponto à frente dos competidores mais próximos.
Em janeiro de 2019, Nepomniachtchi competiu no 81.º Tata Steel Masters, ficando em terceiro lugar com uma pontuação de 7½/13 (+4-2=7). Em março, ele contribuiu para a equipe da Rússia vencer o Campeonato Mundial de Xadrez por Equipes.
No final de maio do mesmo ano, ele participou do Torneio de Moscou do Grand Prix da FIDE, que fazia parte do ciclo de classificação para o Campeonato Mundial de Xadrez de 2020 O torneio foi um evento de 16 jogadores. Nepomniachtchi derrotou Alexander Grischuk no desempate em partidas rápidas da final, vencendo o torneio. Isto deu a ele um total de 9 pontos de Grand Prix, colocando-o no topo da tabela de classificação.
Em dezembro de 2020, ele venceu o Campeonato Russo de Xadrez com 7½ pontos em 11 partidas, superando Sergey Karjakin por meio-ponto.

### 2021

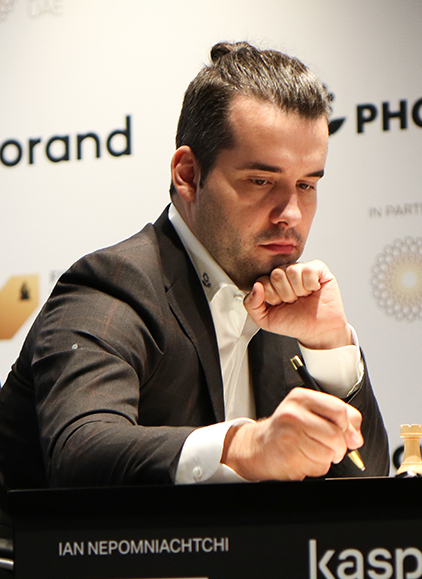
Nepomniachtchi no Campeonato Mundial de Xadrez de 2021

Em abril de 2021, Nepomniachtchi venceu o Torneio de Candidatos de 2020-21 com 8½/14 pontos (+5-2=7), meio-ponto à frente do segundo colocado Maxime Vachier-Lagrave. A conquista o classificou para a disputa do Campeonato Mundial de Xadrez de 2021, contra o campeão mundial Magnus Carlsen. No Campeonato Mundial, Nepomniachtchi foi derrotado na sexta partida que, com 136 lances, foi a mais longa da história dos campeonatos mundiais; e depois perdeu a oitava, nona e décima-primeira partidas, perdendo o campeonato para Carlsen por um placar de 7½ a 3½.
De 26 a 28 de dezembro, ele participou do Campeonato Mundial de Xadrez Rápido de 2021, em Varsóvia, no qual ele ficou empatado na liderança com 9½/13 pontos, em segundo lugar nos critérios de desempate. Assim, ele se classificou para um desempate em partidas de blitz contra Nodirbek Abdusattorov, que teve a mesma pontuação. Nepomniachtchi empatou a primeira partida e perdeu a segunda, sendo vice-campeão do evento. No Campeonato Mundial de Xadrez Blitz, realizado nos dois dias seguintes, ele ficou na 25.º colocação, com 12½/21 pontos.

### 2022
Nepomniachtchi se classificou para o Torneio de Candidatos de 2022 como vice-campeão mundial, e rapidamente assumiu sua liderança. Ele competiu sob a bandeira da FIDE, após a federação suspender as equipes da Rússia e Bielorrússia das competições internacionais. Na 13.º rodada, Nepomniachtchi conquistou o Torneio de Candidatos após um empate com Richard Rapport, chegando à 14.º e última rodada com uma liderança de 1.5 pontos. Isto garantiu sua classificação para o Campeonato Mundial de Xadrez de 2023. Ele tornou-se o primeiro jogador a vencer o Torneio de Candidatos invicto desde Viswanathan Anand em 2014, e sua pontuação final de 9½/14 foi a maior de qualquer Torneio de Candidatos desde a introdução do atual formato da competição em 2013.

## Classificação de rápidas e blitz
Além de sua força nos controles de tempo clássicos, Nepomniachtchi é habilidoso nas modalidades rápidas e blitz. Em junho de 2021, ele esteve em 5.º lugar no ranking de rápidas e em 9.º na lista de blitz.
Em 2023 venceu o Campeonato Mundial de Rápidas por equipes, defendendo a equipe WR Masters
Em 2024 venceu o Campeonato Mundial de blitz por equipes pela equipe WR Masters.
Foi campeão mundial de blitz, ao lado de Magnus Carlsen, após a decisão de dividirem o título.

## Vida pessoal
Nepomniachtchi é judeu, e se formou na Universidade Social do Estado Russo. Ele foi introduzido ao jogo eletrônico DotA em 2006, fez parte da equipe que venceu o torneio de DotA da ASUS Cup Winter 2011, e também foi comentarista no torneio de Dota 2 do ESL One Hamburg 2018, usando o apelido FrostNova. Ele também joga Hearthstone e introduziu o compatriota grande mestre de xadrez Peter Svidler ao jogo, ambos posteriormente deram feedback sobre o jogo para os desenvolvedores.
Em 4 de outubro de 2021, Nepomniachtchi apareceu no programa de TV Quê? Onde? Quando?.
Junto a outros 43 enxadristas russos de elite, Nepomniachtchi assinou uma carta aberta ao presidente russo Vladimir Putin, protestando contra a invasão da Ucrânia pela Rússia e expressando solidariedade com o povo ucraniano.